# Marcus Pontius Sabinus
Marcus Pontius Sabinus war ein im 2. Jahrhundert n. Chr. lebender römischer Politiker.
Durch die Fasti Ostienses ist belegt, dass Sabinus 153 Suffektkonsul war. Der Name seines Kollegen ist in den Fasti Ostienses nur unvollständig erhalten; möglicherweise war der Name des zweiten Konsuls Sextus Caecilius Maximus oder Gaius Iulius Maximus. Die beiden traten ihr Amt am 1. April des Jahres an.
Marcus Pontius Laelianus Larcius Sabinus war möglicherweise der Bruder von Sabinus.